# Compass-Verlag
Der Compass-Verlag ist ein 1867 gegründeter Wirtschaftsinformationsverlag mit Sitz in Wien.
Namensgebend für den Compass-Verlag war der Compass – ein Jahrbuch, das von 1868 ununterbrochen bis 2003 als gedrucktes Werk erschien. Es enthielt Informationen über Bilanzen, leitende Personen, Produkte und Beteiligungen, anfänglich der wichtigsten, später aller österreichischer Unternehmen.

## Geschichte
1867 gründete Gustav Leonhardt (1838–1891) den Compass-Verlag. Fünf Jahre später wurde als Supplement des Compass - Jahrbuch für Volkswirthschaft und Finanzwesen das wirtschaftliche Fachblatt Der Tresor (1872–1919) ins Leben gerufen. Die Doppelrolle Leonhardts – einerseits seine leitende Position in der Nationalbank und andererseits die Eigentümer- und Herausgeberschaft von zwei Wirtschaftsperiodika, die statistische Daten von der Bank bezogen – wurde alsbald von der Presse thematisiert. Der Interessenskonflikt gipfelte 1874 schließlich in einer Ehrenerklärung Leonhardts, worauf er einige Wochen später die Leitung des Tresors abgab. Mit der Berufung zum Generalsekretär der Österreichisch-ungarischen Bank zog sich Gustav Leonhardt 1878 letztlich ganz aus dem Compass zurück.
Gustav von Leonhardts Nachfolger sowohl im Compass als auch im Tresor war Samuel Heller (1839–1906). Heller stammte aus Gilschowitz bei Troppau. 1874 wurde er Herausgeber und Leiter des Tresor sowie Redakteur im Compass. Erst 1880 wurde er auch alleiniger Herausgeber dieser Publikation, bis „er schwer leidend und der Sehkraft durch die mühselige Arbeit fast beraubt“ diese Funktion 1902 abgab. Nach seinem Tod wurde sein Sohn Victor Heller Eigentümer des Tresor.
Samuel Hellers Nachfolger im Compass war Rudolf Hanel (1874–1941). 1901 erscheint er erstmals als Herausgeber des Kleinen Compass.
Gleichzeitig erwarb Siegfried Rosenbaum (1872–1922) 1902 die Eigentums-, Verlags- und Urheberrechte am Finanziellen Jahrbuch für Österreich-Ungarn vom Herausgeber Gustav J. Wischniowsky. 1903 übertrug er an Rudolf Hanel und Samuel Heller das Recht, das Eigentums-, Verlags- und Urheberrecht Dritten gegenüber in eigenem Namen geltend zu machen, wodurch er als deren Eigentümer im Hintergrund blieb. Es ist anzunehmen, dass diese Treuhandkonstruktion gewählt wurde, damit der Interessenskonflikt nicht wie bei Leonhardt publik werden konnte, denn Rosenbaum war leitend in der Anglo-Österreichischen Bank beschäftigt.
Zu Beginn des 20. Jahrhunderts gab es eine Vielzahl voneinander unabhängiger Wirtschaftsjahrbücher, die den Namen Compass in ihrem Titel führten. Erst 1910 wurde die Marke Compass letztlich auf Rudolf Hanel registriert. Da vom Compass-Verlag bis heute keine Gewerbe- oder Firmenakten vor 1912 gefunden wurden, ist anzunehmen, dass der Verlag als nicht protokollierte Firma geführt wurde. 1912 wurde der Compass-Verlag als GmbH registriert. 1913 werden schließlich Rudolf Hanel und Siegfried Rosenbaum als gemeinsame Inhaber des Compass-Verlages genannt. Im selben Jahr wurde auch die Johann N. Vernay Druckerei- und Verlagsaktiengesellschaft von fünf Wiener Familien unter Führung der Anglo-Österreichischen Bank gegründet, in welche die Comanditgesellschaft für Buchdruckerei, Lithographie, Schriftgießerei und Stereotypie Johann N. Vernay sowie sämtliche Verlagsrechte des Compass-Verlags eingebracht wurden.
Von 1913 bis 1936 war der Compass-Verlag ein Teil der Vernay AG – einer der größten Medienkonzerne im Österreich der Zwischenkriegszeit.
1936 kam es zu einer Aufteilung des Vernay-Unternehmens durch die beiden größten Aktionärsgruppen: Rudolf Hanel übernahm den Compass-Verlag, im Gegenzug übertrug er seine Vernay-Aktien an die Particité SA. Der Druck des Compass verblieb aber weiterhin bei der Vernay, auch der dafür notwendige Stehsatz.
Der Compass-Verlag blieb weiterhin im Besitz der Familie Hanel. Ende der 1930er Jahre gab Rudolf Hanel wegen seiner angegriffenen Gesundheit die Alleingeschäftsführung an den bisherigen Einzelprokuristen der Firma, seinen Sohn Rudolf Otto Hanel, ab. Die Firmenanteile lagen zu dieser Zeit bei Hanels Frau Marie und deren Schwiegertochter Wilhelmine – einer Schwester von Ernst Kirchweger. Die Kollektivprokura erging an Hans Pieringer und Ernst Kirchweger, der 1937 zum Verwaltungschef beim Compass-Verlag aufgestiegen war, wo er durchgehend bis zu seiner Pensionierung 1963 beschäftigt bleiben sollte. Von 1945 bis 1947 war er auch gemeinsam mit Sektionschef Josef C. Wirth öffentlicher Verwalter des Compass.
1940 wurde die Offene Handelsgesellschaft Rudolf Hanel & Sohn mit Rudolf Hanel und Rudolf Otto Hanel als Gesellschafter eingetragen, in welche auch der Betrieb der Compass-Verlagsgesellschaft m. b. H. eingebracht wurde. 1941 – nach dem Ableben Rudolf Hanels – wurde Ernst Kirchweger, Kurt Selka und Josef Carl Wirth die Gesamtprokura erteilt. Ob und wie Dritte zwischen 1941 und 1947 am Unternehmen beteiligt waren, lässt sich dem Handelsregister nicht entnehmen, da das Ausscheiden Rudolf Hanels aus dem Unternehmen erst 1950 protokolliert wurde. Es ist allerdings möglich, dass reichsdeutsche Interessen am Verlag bestanden hatten, da der Compass 1940 auch eine Vertretung des Hoppenstedt-Verlages, Berlin, innehatte. Anfang 1947 befand sich das Unternehmen wieder zu 100 % im Besitz von Rudolf Otto Hanel. Frederike Hanel, die zweite Frau Rudolf Hanels erhielt 1959 die Prokura. Nachdem Rudolf Otto Hanel kinderlos verstorben ist, ging der Compass 1965 auf sie über. Ende 1977 verkaufte sie das Unternehmen an die Familie Futter. In deren Besitz befindet sich der Compass-Verlag noch heute.
Seit 2014 erfolgt die Verwaltung der Top-Level-Domain .wien durch die punkt.wien GmbH, einer hundertprozentigen Tochter der Compass Gruppe GmbH.